# Þórhallur Dan Jóhannsson
Þórhallur Dan Jóhannsson (ur. 5 grudnia 1972) – islandzki piłkarz grający na pozycji obrońcy. Wychowanek klubu Fylkir, obecnie występujący w Haukar Hafnarfjörður. W 1996 roku zadebiutował w reprezentacji Islandii, w której łącznie zaliczył dwa występy.